# 노로베인
노로베인은 래퍼로 활동했던 대한민국의 소방공무원이다.  2019년 EP [NOROLAND]로 데뷔했다.

## 방송
- 수퍼비의 랩 학원 (2019) - Top7(3위)

## 음반
- NOROLAND (2019)
- NOROWORLD (2019)
- 곽철용 (2019)
- Raw Shit (2019)
- 출소자들 (2019)
- 전체차렷 (2020)